# Uwe Kaa

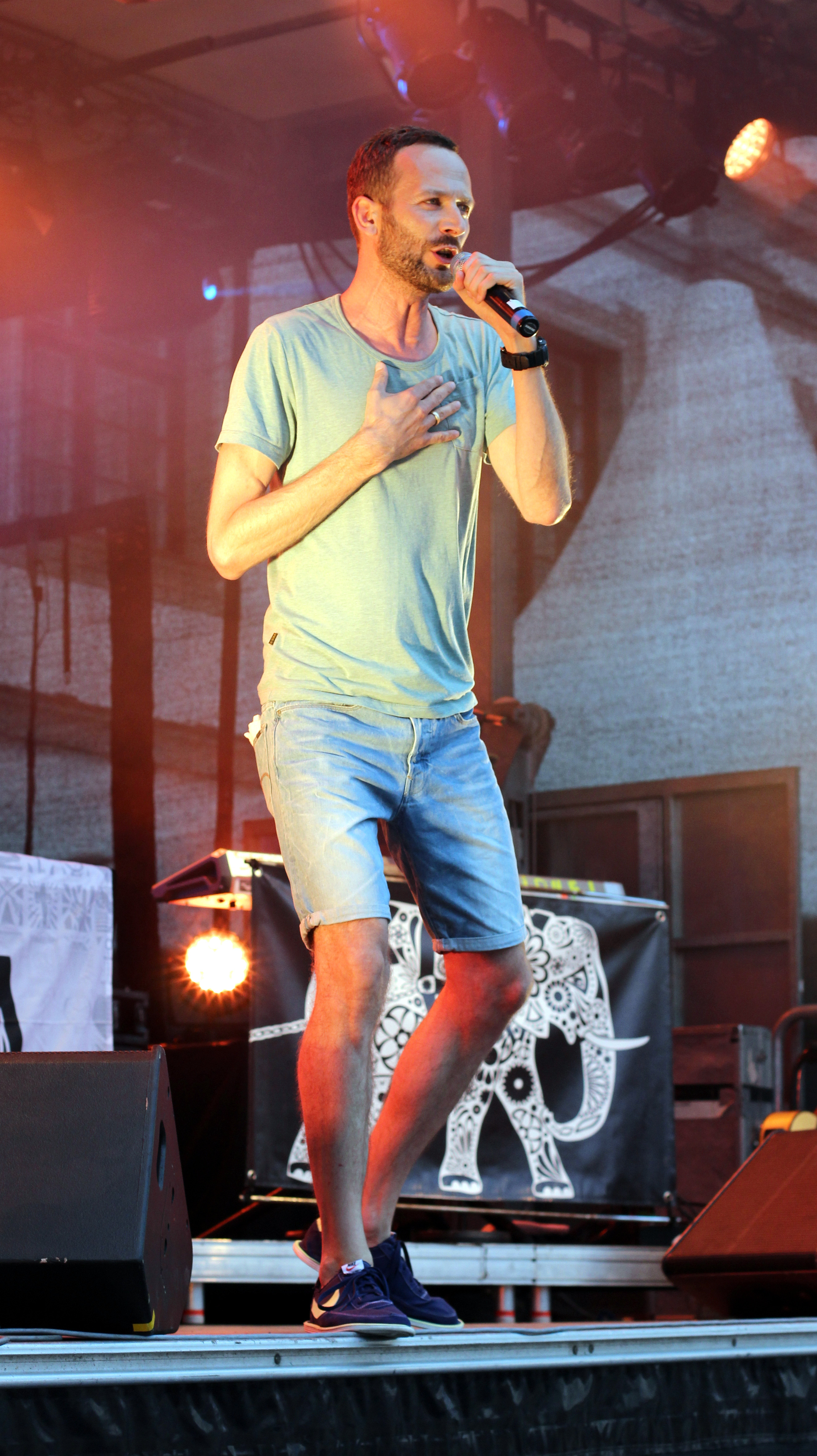
Uwe Kaa bei einem Konzert in Kempten (Allgäu) (2015)

Uwe Kaa (bürgerlich Uwe Kobler; * 27. Dezember 1977 in Passau) ist ein deutschsprachiger Rapper, Reggae-Sänger und Musiker aus München.

## Wirken
Kaa war ab 1995 bis 2000 bei der Passauer Hip-Hop-Formation Reim In da Tube als Rapper tätig. Zusammen mit Doc Holiday gründete er 1998 das „Roots Rockers Soundsystem“, bei dem er als Sänger, Songschreiber und Disc Jockey (DJ) tätig war. Die erste Artist-Veröffentlichung unter dem Pseudonym „Roots Rockers“ erschien 2001 (Babylon – auf der gleichnamigen 7" Selection auf Orange Hill). Darauf folgten Für´n Arsch (2002) – samt Musikvideo und einem Auftritt bei VIVA Interaktiv – und Blade feat. Mystic Dan (2003).
2004 brachte Uwe Kaa – ebenfalls unter dem Namen „Roots Rockers“ – das Album Tanzen & Schrei’n bei Sony BMG/Chet Records heraus. Als Single-Auskopplungen erschienen die Szene-Hits Wunderschön (2004), zu dem es auch ein Musikvideo gab sowie den Titelsong des Albums und der gleichnamigen Riddim-Selection (Tanzen & Schrei’n, 2005).
Im Jahr 2006 veröffentlichte Uwe Kaa Dancehall Story auf dem 85 Riddim von Dave Kelly, in Anlehnung an Baby Chams Ghetto Story. Der Song fasste die Geschehnisse und Zukunftsängste der noch jungen, deutschsprachigen Reggaeszene in einem Lied zusammen und erreichte einen bis heute anhaltenden Kultstatus. Zu diesem Zeitpunkt begann sein Künstlername Uwe Kaa nach und nach das bisher verwendete Soundsystem-Pseudonym „Roots Rockers“ für seine Artist-Veröffentlichungen zu verdrängen.
2006 erschien ein Remix der Dancehall Story sowie 2007 mit High Grade Beitrag auf dem „Caribbean Riddim“ von Irievibrations Records.
Im April 2008 veröffentlichte Uwe Kaa mit Nie Genug eine Kooperation mit dem Schweizer Reggae-Sänger Phenomden. Weiters erschien 2008 Tut Gut, ein Stück aus dem Kompilation-Album Work Off Riddim (Irievibrations Records).
Uwe Kaas Solo-Debüt-Album Endlich Single ist am 31. Oktober 2008, die Singleauskopplung Freundin am 14. November 2008 bei Irievibrations Records / Groove Attack erschienen.
Am 15. April 2011 ist sein zweites Solo-Album Danebenbenehmen bei Irievibrations Records / Groove Attack erschienen. Die Singleauskopplung Unter´m Strich wurde bereits vorab am 1. April 2011 veröffentlicht. Zu dem Song Zu Besuch drehte Uwe Kaa ein Video, dessen Content zu großen Teilen von Greenpeace zur Verfügung gestellt wurde.
Uwe Kaa war bis 2015 mit der One Drop Band unterwegs und spielte im Januar / Februar 2012 eine Tour durch Indonesien, ausgerichtet vom dortigen Goethe-Institut.
Im Juni 2013 veröffentlichte Uwe Kaa gemeinsam mit dem indonesischen Reggae-Star Ras Muhamad den ersten deutsch-indonesischsprachigen Song überhaupt. Aku Cinta (Indonesia) ist eine Danksagung an die 2012er Indonesien-Tour und als Gratis-Download erhältlich. Kaa drehte mit Muhamad ein Musikvideo zum Song in Jakarta, das bei YouTube inzwischen über vier Millionen Mal aufgerufen wurde. Die Welturaufführung des Stücks fand am 14. September 2013 im Rolling Stone Café in Jakarta statt.
Am 17. Oktober 2014 erschien mit Eine Liebe das dritte Solo-Album von Uwe Kaa. Auf diesem Longplayer besinnt er sich zurück auf seine Hip-Hop-Wurzeln und rappt wieder mehr. Seine Konzerte spielt Kaa heute überwiegend mit DJ, Soundsystem oder solo.
Im bürgerlichen Leben arbeitet er mit seiner Agentur Wortballon als selbstständiger Werbetexter, Marketingberater und Konzeptioner.

## Diskografie (Auszug)
- 2014: Eine Liebe (CD Album / MP3) – Irievibrations Records
- 2014: Reggae Dancehall aus Deutschland (mit Nikitaman & Miwata, Neumood Album / MP3) – Jugglerz Records
- 2013: Aku Cinta (Indonesia) (MP3 / Video) – Irievibrations Records
- 2013: Das Mic (Frankminister Dub) (Jstar Licensed Plates Album / MP3) – Jstar Records
- 2012: Wegen Dir (More Than Reggae & Dancehall Label Sampler / MP3) – Irievibrations Records
- 2011: Danebenbenehmen (CD Album / MP3) – Irievibrations Records
- 2011: Unter´m Strich (MP3 / Music Video) – Irievibrations Records
- 2010: Grün Gelb Rot (Iriepathie feat. Uwe Kaa – Album Runde 3) – Irievibrations Records
- 2009: Tut Gut (My Generation CD Compilation / MP3) – Sony BMG
- 2009: Wir Leben Laut (7" Single / MP3) – African Beat Records
- 2008: Freundin (7" Single / MP3 / Music Video) – Irievibrations Records / Oneness Records
- 2008: Endlich Single (CD Album / MP3) – Irievibrations Records
- 2008: Tut Gut (7" Single / MP3) – Irievibrations Records
- 2008: Nie Genug feat. Phenomden (7" Single / MP3) – African Beat Records
- 2007: High Grade (7" Single / MP3) – Irievibrations Records
- 2006: Dancehall Story / Mein Ganja (7" Single) – Sure Shot Records
- 2005: Tanzen & Schrei´n (als „Roots Rockers“ / 7" Single) – Roots Rockers Music
- 2004: Tanzen & Schrei´n (als „Roots Rockers“ / CD-Album / Vinyl Album / MP3) – Chet Records / Sony BMG
- 2004: Wunderschön (als „Roots Rockers“" / 7" Single / MP3 / Music Video) – Roots Rockers Music
- 2003: Wunderschön (als „Roots Rockers“" / MunichVibez CD Compilation) – SoulFire Records
- 2002: Für'n Arsch (als „Roots Rockers“ / CD Single / 12" Vinyl / Music Video) – Chet Records / Epic
- 2001: Babylon (als „Roots Rockers“ / 7" Vinyl) – Orange Hill Records

Quelle: